# Gewöhnlicher Wasserdost
Der Gewöhnliche Wasserdost (Eupatorium cannabinum), auch Gemeiner Wasserdost, Wasserhanf und Kunigundenkraut genannt, ist eine Pflanzenart aus der Gattung Wasserdost (Eupatorium) innerhalb der Familie der Korbblütler (Asteraceae).

## Beschreibung

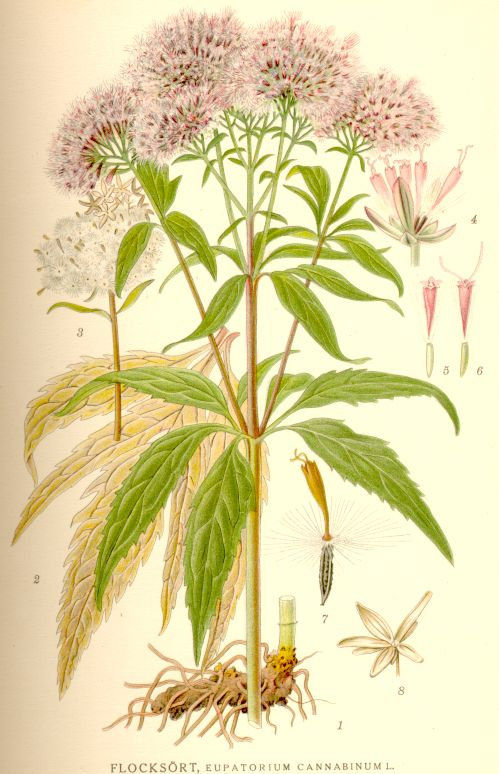
Illustration aus Bilder ur Nordens Flora von Carl Axel Magnus Lindman

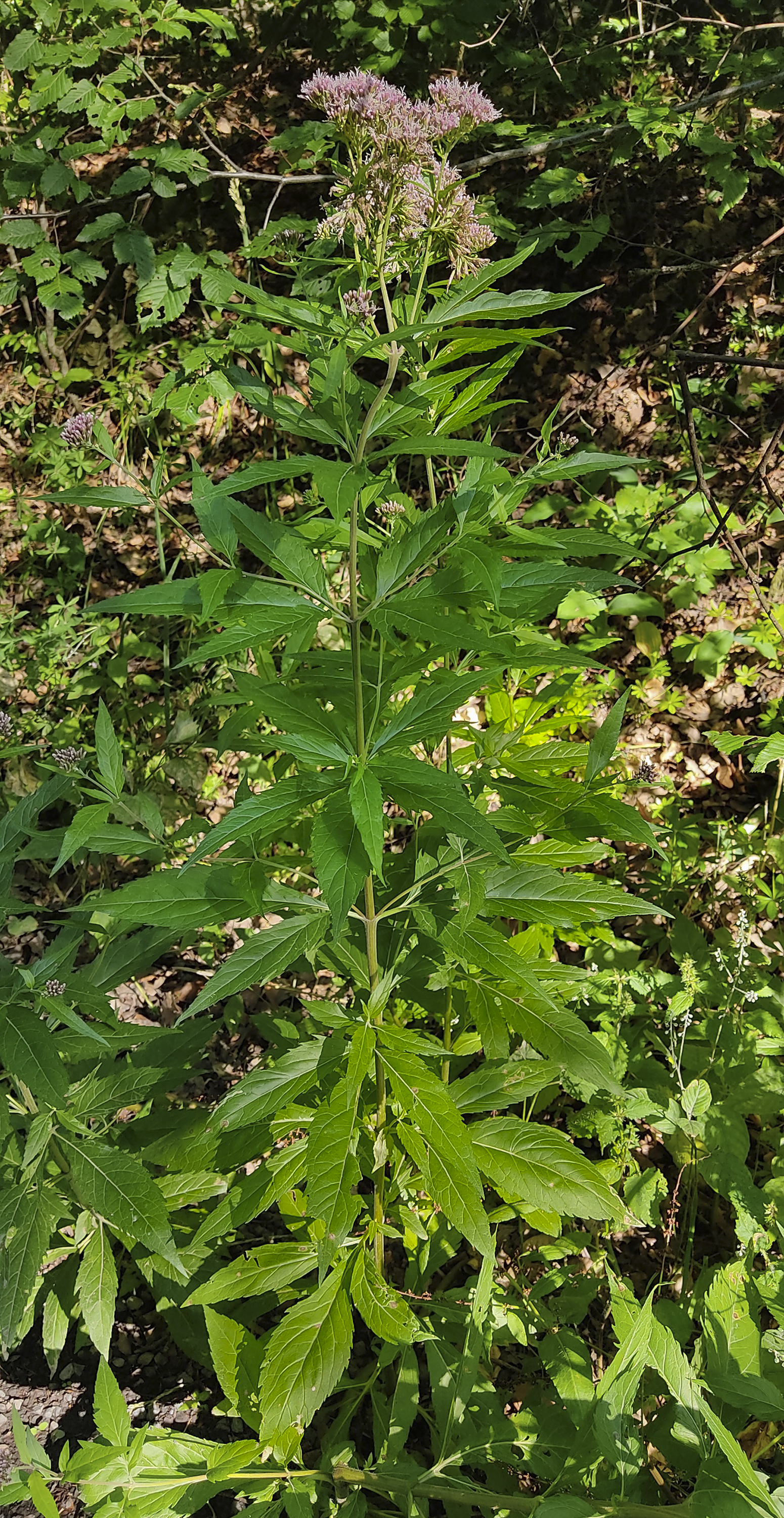
Habitus

### Vegetative Merkmale
Der Gewöhnliche Wasserdost ist eine sommergrüne, ausdauernde, krautige Pflanze, die Wuchshöhen von 50 bis 175 Zentimetern erreicht. Der aufrechte, kurzhaarige, erst im oberen Bereich verzweigte, reich beblätterte Stängel ist oft rötlich überlaufen. Seine kurz gestielten oder sitzenden Laubblätter sind denen vom Hanf ähnlich, gegenständig angeordnet und sind meist handförmig fiederteilig mit 3–5(–7) Fiedern. Die Fiederabschnitte sind lanzettlich spitz. Selten sind die Laubblätter aber auch ungeteilt. Die Blattränder sind lappig gezähnt. Als Speicherorgan dient ein Rhizom.

### Generative Merkmale
Die Blütezeit reicht von Juli bis September. Der leicht gewölbte, schirmrispige Gesamtblütenstand enthält zahlreiche, kleine, dichtstehende, körbchenförmigen Teilblütenstände. Die wenigen stumpfen und ungleich langen Hüllblätter sind dachziegelartig angeordnet. Der Körbchenboden besitzt keine Spreublätter. Die Blütenkörbchen enthalten ausschließlich vier bis sechs Röhrenblüten. Die Röhrenblüten sind aus fünf rosafarbenen, seltener weißen Kronblättern verwachsen. Aus der Blütenröhre ragen die zwei Griffeläste des gespaltenen Griffels weit heraus.
Die fünfrippigen Achänen sind 2 bis 3 Millimeter lang. Der Pappus besteht aus vielen Borsten und ist 3 bis 5 Millimeter lang.
Die Chromosomenzahl beträgt 2n = 20.

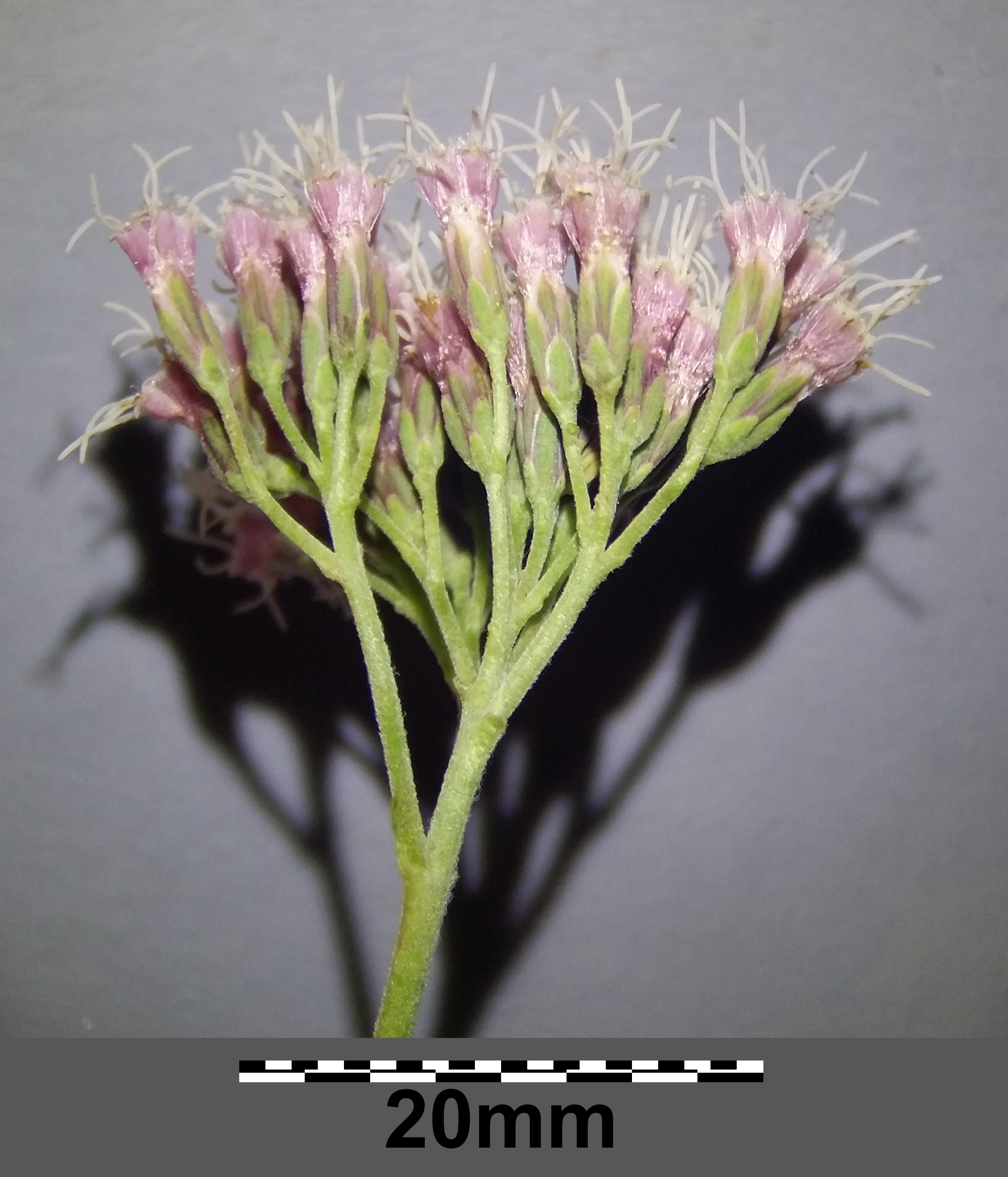
Blütenstand
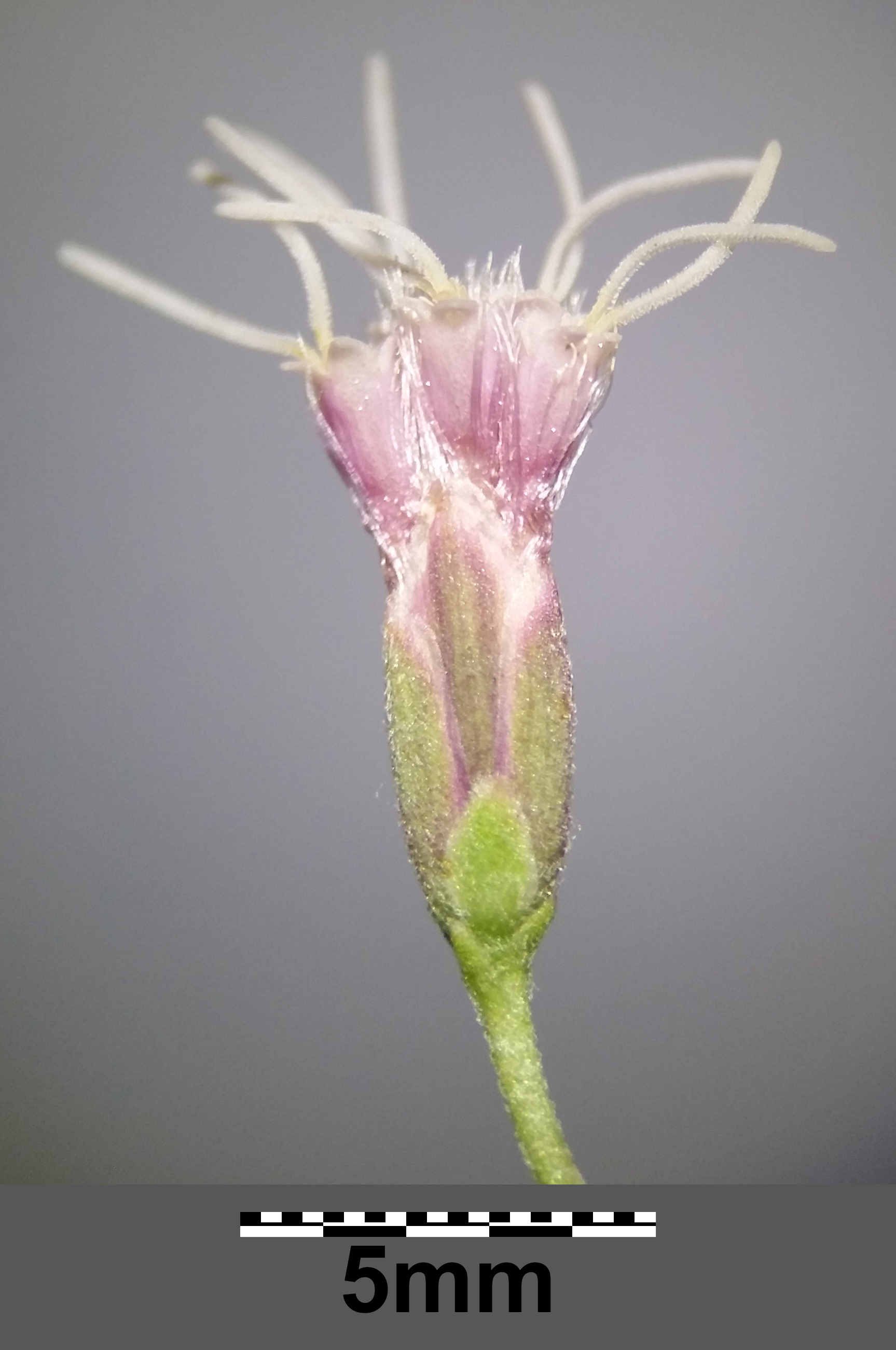
Blütenkörbchen
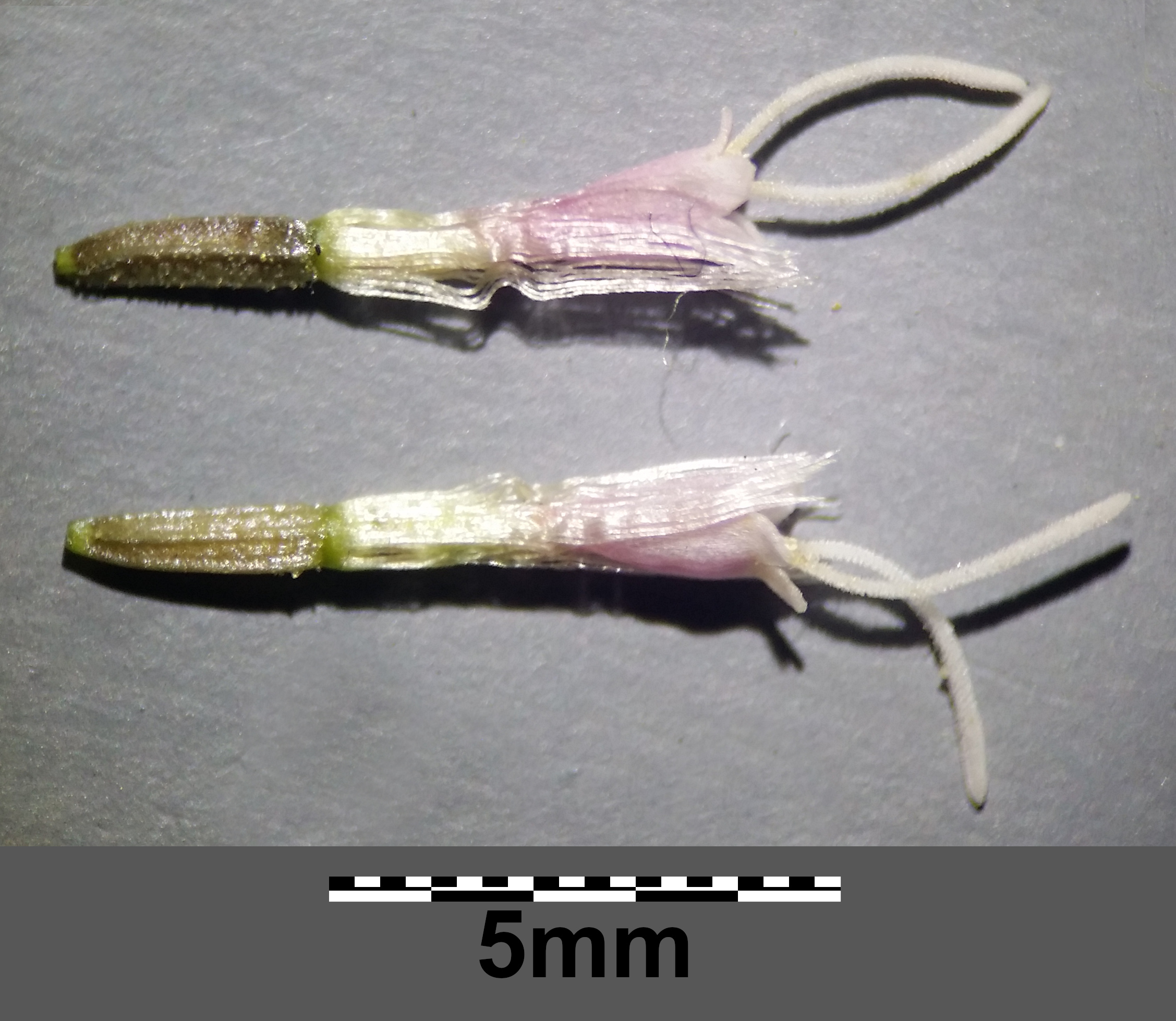
Einzelblüten
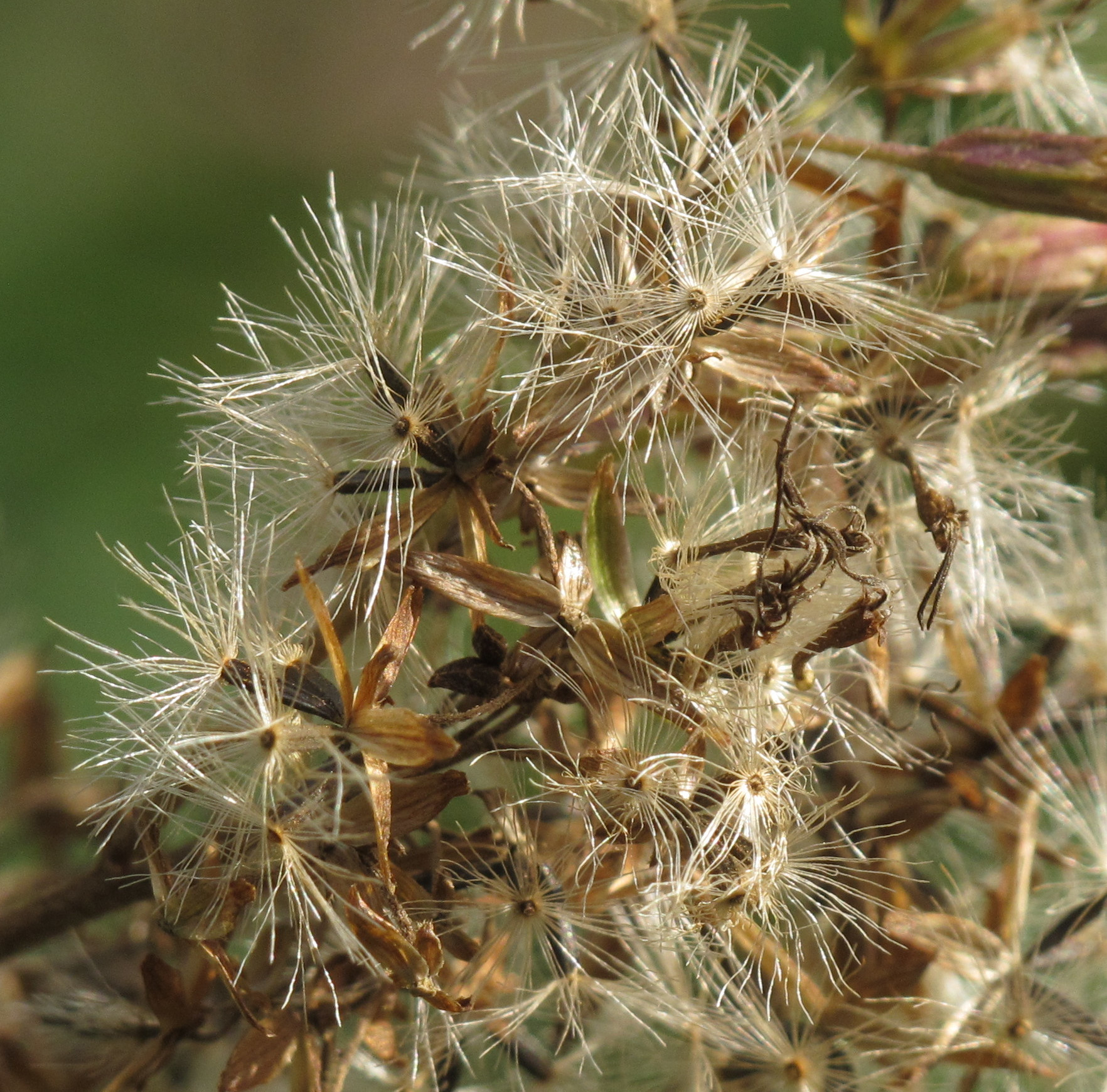
Früchte

## Systematik und Verbreitung
Die Erstveröffentlichung von Eupatorium cannabinum erfolgte durch Carl von Linné.
Der Gewöhnliche Wasserdost kommt ursprünglich in ganz Europa und östlich von Europa bis zum zentralen Asien und dem Iran sowie im westlichen Nordafrika in Marokko und in Algerien vor. In Teilen Nordamerikas und in einigen Ländern des östlichen Asiens ist er ein Neophyt.
Man kann etwa zwei Unterarten unterscheiden:
- Eupatorium cannabinum L. subsp. cannabinum: Sie kommt im gesamten oben genannten Gebiet vor.[5]
- Eupatorium cannabinum subsp. corsicum (Req. ex Loisel.) P.Fourn. (Syn.: Eupatorium corsicum Req. ex Loisel.): Sie kommt in Frankreich, auf Korsika sowie Sardinien und in Italien vor.[6]

## Standortbedingungen
Der Gewöhnliche Wasserdost gedeiht meist in feuchten Wiesen, Feuchtwiesenbrachen, an Ufern von Gräben und Bächen oder an Waldrändern und in Waldschlägen. Er ist in Mitteleuropa eine Charakterart des Convolvulo-Eupatorietum aus dem Convolvulion-Verband, kommt aber auch in Pflanzengesellschaften des Atropion vor.
Die ökologischen Zeigerwerte nach Ellenberg sind:
Lichtzahl: 7 = Halblichtpflanze; Temperaturzahl: 5 = Mäßigwärmezeiger; Kontinentalitätszahl: 3 = ozeanisch bis subozeanisch; Reaktionszahl: 7 = Schwachsäure- bis Schwachbasenzeiger; Feuchtezahl: 7 = Feuchtezeiger; Stickstoffzahl: 8 = ausgesprochener Stickstoffzeiger; Salzzahl: 0 = nicht salzertragend; Schwermetallresistenz: - = nicht schwermetallresistent.
Entsprechend der ökologischen Zeigerwerte nach Ellenberg ist der Gewöhnliche Wasserdost ein Nitrifizierungs- und Feuchtezeiger.

## Fotogalerie

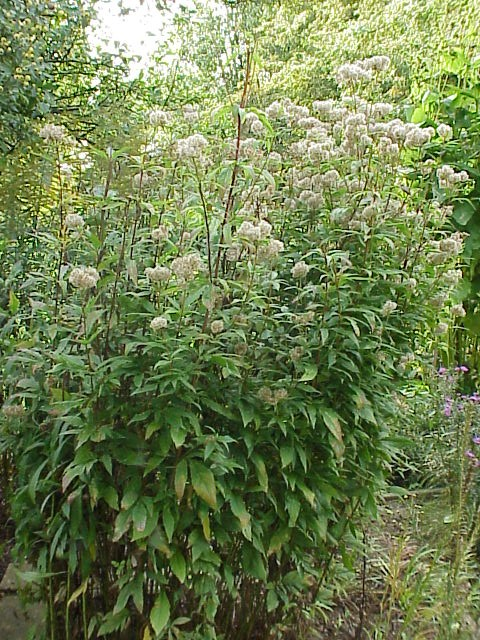
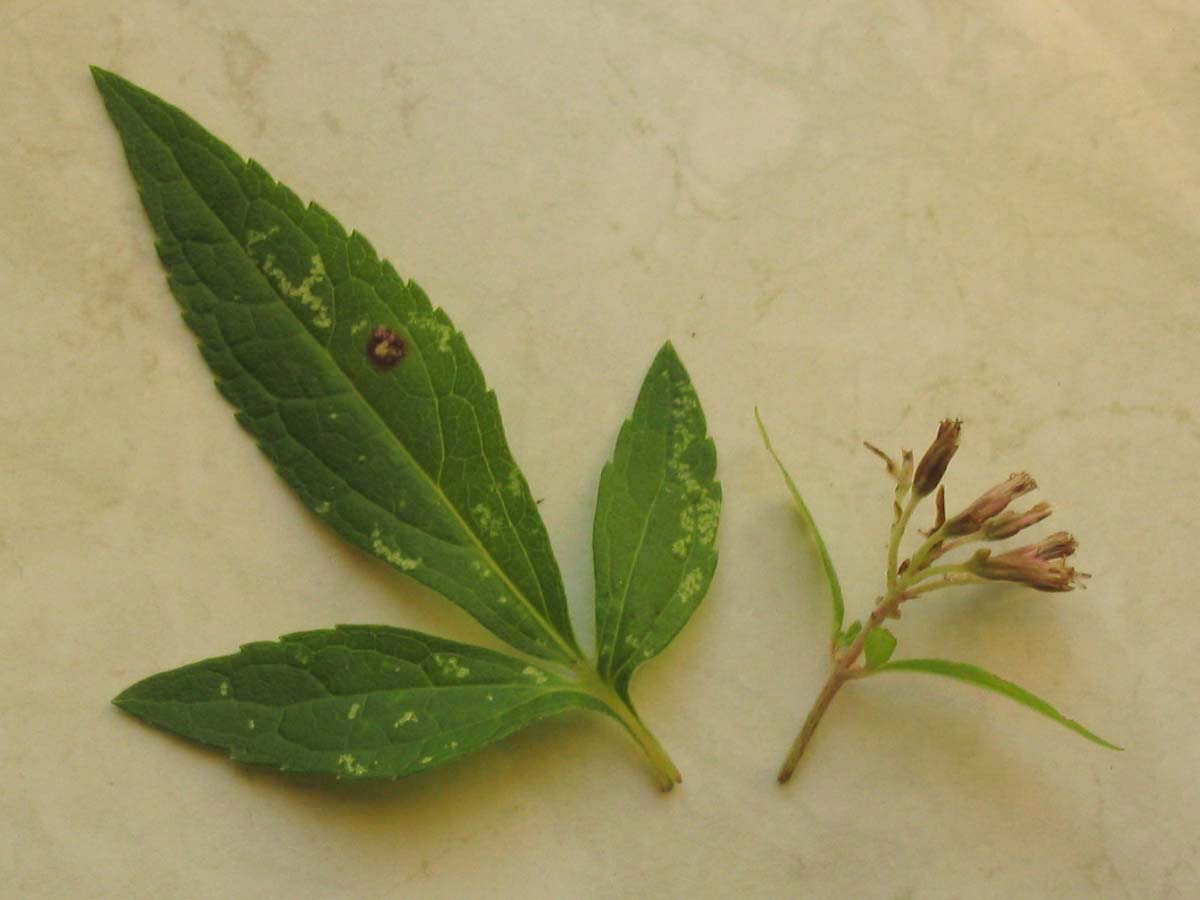
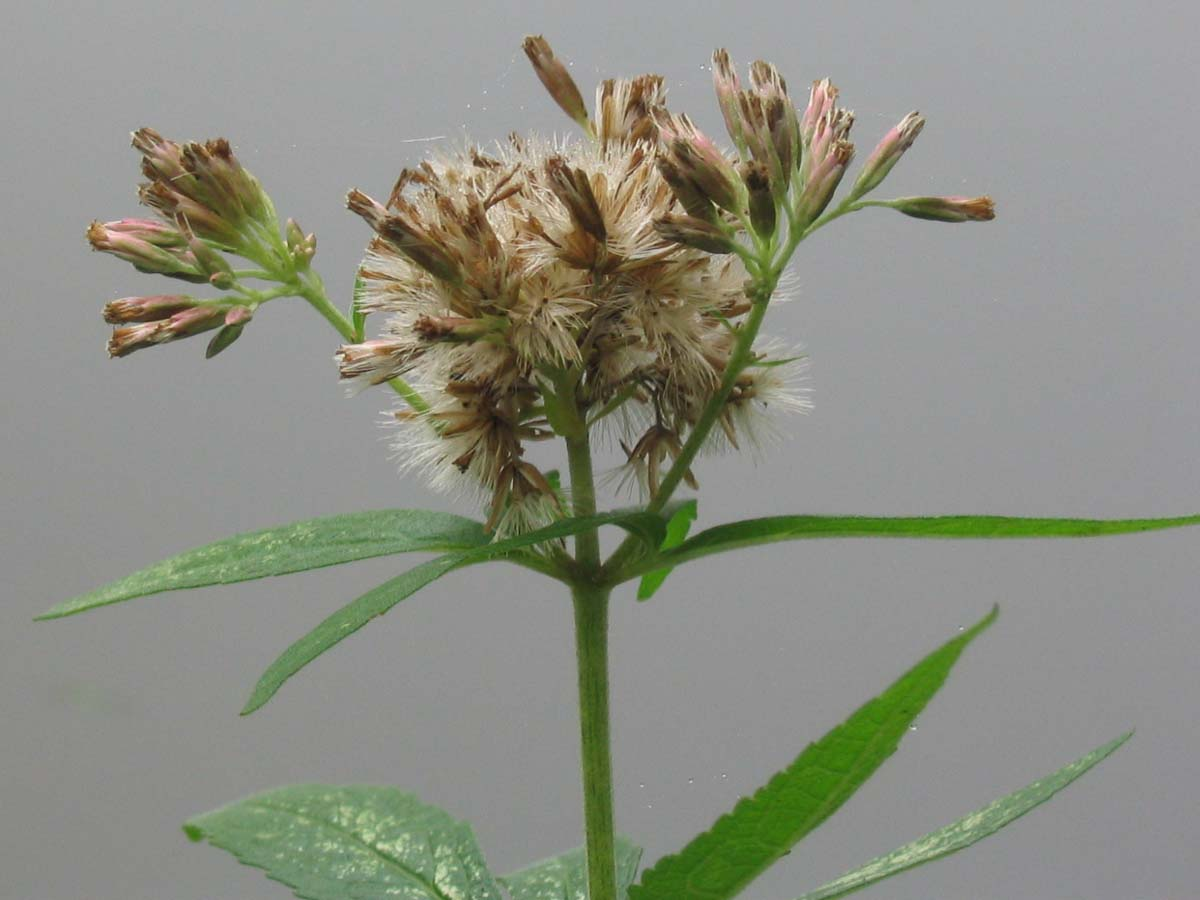
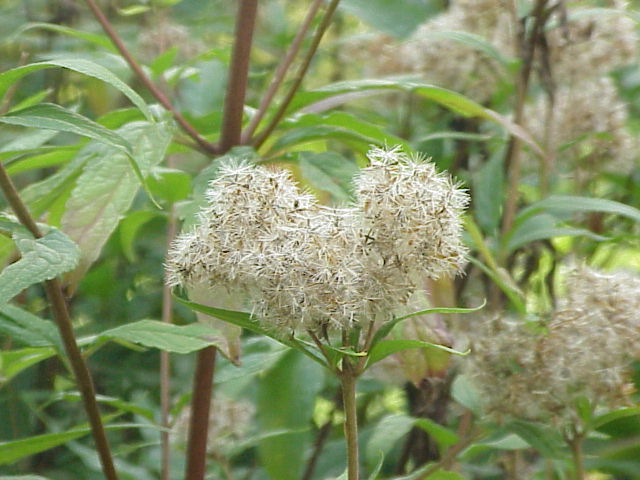

## Ökologie
Beim Gewöhnlichen Wasserdost handelt es sich um einen Hemikryptophyten.
Die Diasporen sind die Achänen, die mittels des Pappus durch den Wind ausgebreitet werden (Anemochorie).
Die Bestäubung erfolgt durch Insekten (Entomophilie). Insbesondere Schmetterlinge und Schwebfliegen sprechen auf die Blütenstände an. Selten ist auch Selbstbestäubung zu beobachten.
Der Gewöhnliche Wasserdost ist Nektarpflanze und/oder Raupenfutterpflanze für eine Vielzahl von Schmetterlingsarten.
Die Attraktivität des Gewöhnlichen Wasserdosts als Nektarpflanze für unterschiedliche Schmetterlingsarten wurde darauf zurückgeführt, dass er eine Vielzahl von Blüten mit reichlich Nektar bietet, und der Nektar auf Grund der geringen Tiefe seiner Krone auch für Arten mit kürzerem Saugrüssel, z. B. für den Kleinen Feuerfalter (Lycaena phlaeas) zugänglich ist.
So bildet z. B. für den Russischen Bär (Euplagia quadripunctaria) der Nektar des Gewöhnlichen Wasserdosts im Spätsommer eine überaus wichtige Nahrungsquelle.
Die Raupen der Wasserdost-Goldeule (Diachrysia chryson), die den Namen des Wasserdosts bereits in ihrem deutschen Namen trägt, ernähren sich u. a. bevorzugt von den Blättern des Gewöhnlichen Wasserdosts.

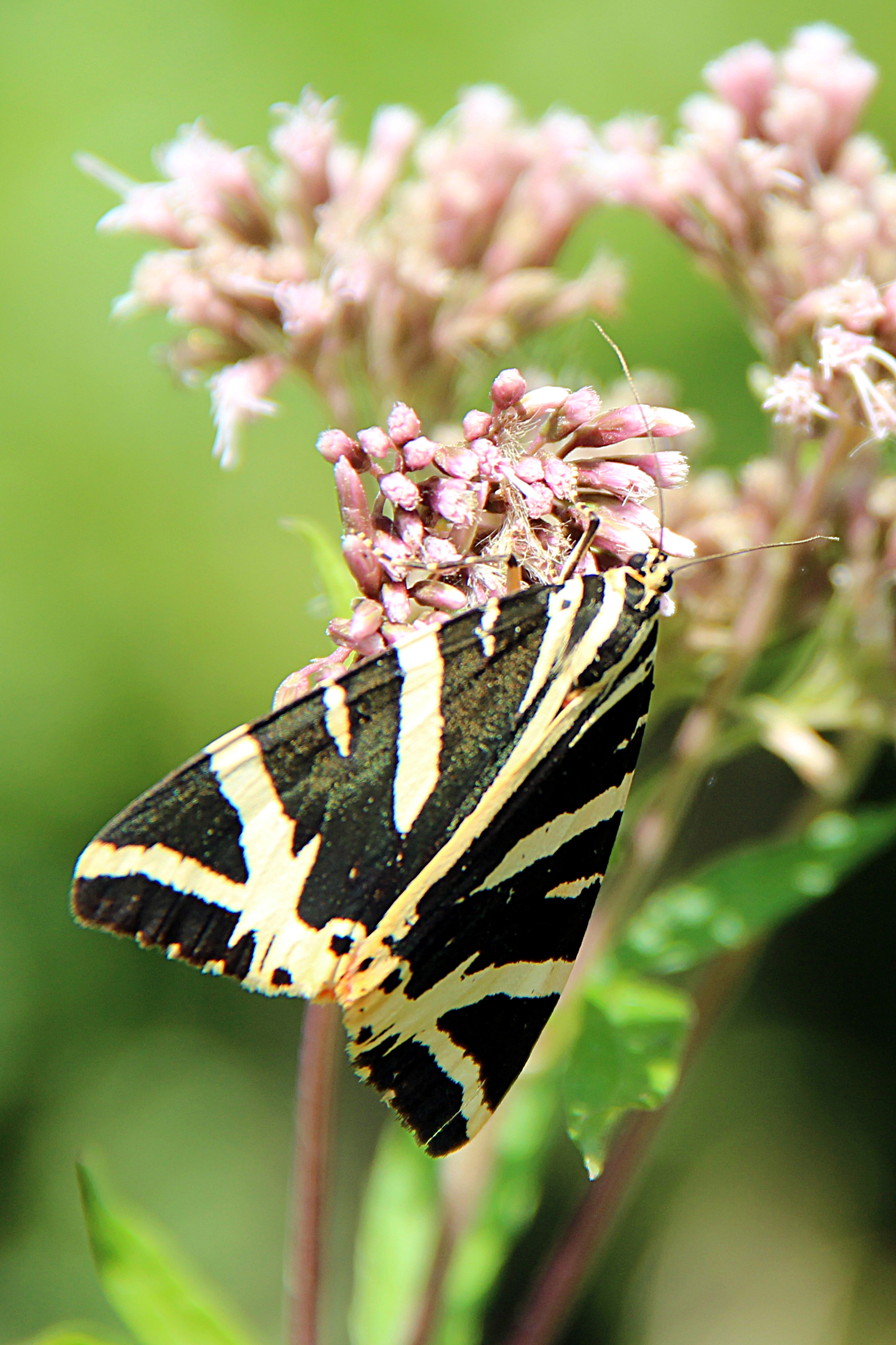
Russischer Bär am Gewöhnlichen Wasserdost
- Video der Großen Sumpfschwebfliege (Heliophilus trivittatus) am Gewöhnlichen Wasserdost

## Trivialnamen
Für den Gewöhnlichen (oder Gemeinen) Wasserdost (lateinisch früher eupatorium und Eupatorium vulgare genannt) bestehen bzw. bestanden auch die weiteren deutschsprachigen Trivialnamen: Alapkraut, Albdost, Albkraut (Schlesien), Alpkraut (Elsass, bereits 1482 erwähnt), Blauwetterkühl, Bolkenskruit, Bruchwurz (Schlesien), Donnerkraut (Niederrhein, Westfalen) Dosten (Augsburg), Drachenkraut (Schlesien), lange Garbe, Gischklee (Schweiz), Grundheil, Hanfkraut (bereits 1482 erwähnt), Hertzlile, Hirschdost, Hirschgünsel (Schlesien), Hirschklee, Hirschwurz, Hirtzklee (etwa bei Adam Lonitzer), Königundkraut, Kunigkraut (Schlesien), Lämmerschwanz (Mark bei Belzig), Leberbalsam (Schlesien), braunes Leberkraut, Lebertrost, Mannskraft, Mannsliebe, Ottig, rotes Ruhrkraut (Österreich), wild Scarleye (mittelniederdeutsch), wild Scarleyge (mittelniederdeutsch), wilde Scharleie (mittelniederdeutsch), wilde Scharlige (mittelniederdeutsch), Scherze, Schlosskraut (Elsass), Schümpferblume (im Sinne von Liebhaberblume, Henneberg, Franken), wilde Salbei, wilde Selbe, Stundenkraut, Tosten (bereits 1587 erwähnt), Tugendblume (Schlesien), Veltsalway (mittelhochdeutsch), Waterdoust, Wasserdost, Wasserhanf (St. Gallen im Oberrheintal, Schwaben), Wasserottich (Schlesien), Wassersenf, Wetterklee, Wetterkraut und Heidnisch Wundkraut.

## Illustrationen

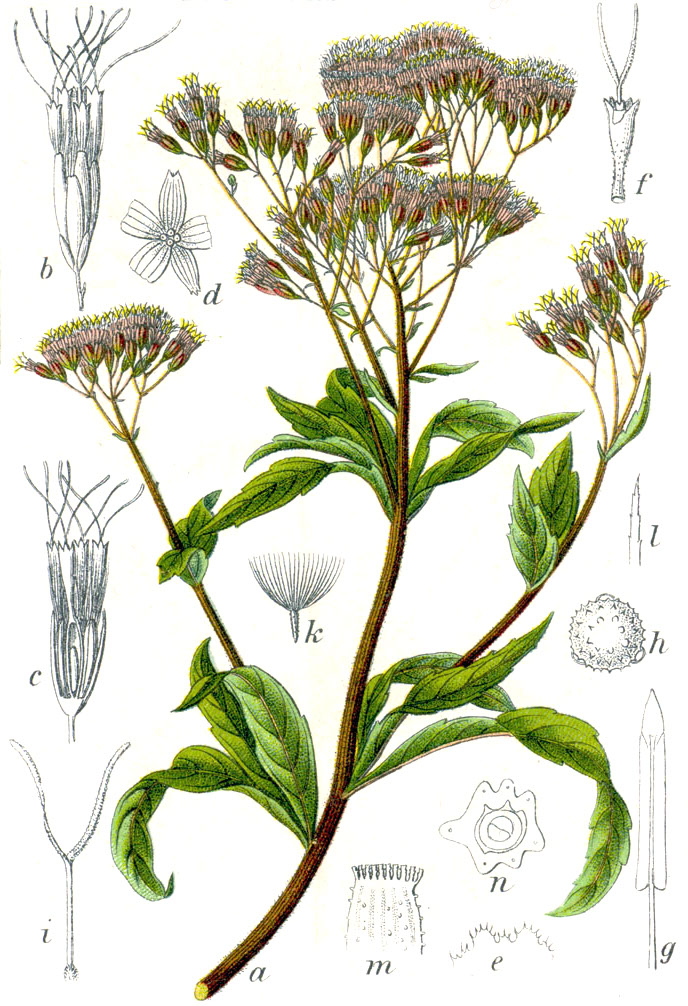
Abbildung von Jacob Sturm: e) Hüllblattspitze, f) Blüte (ohne den Fruchtknoten), g) Staubgefäss, h) Blütenstaubkorn, i) Griffel, k) Frucht
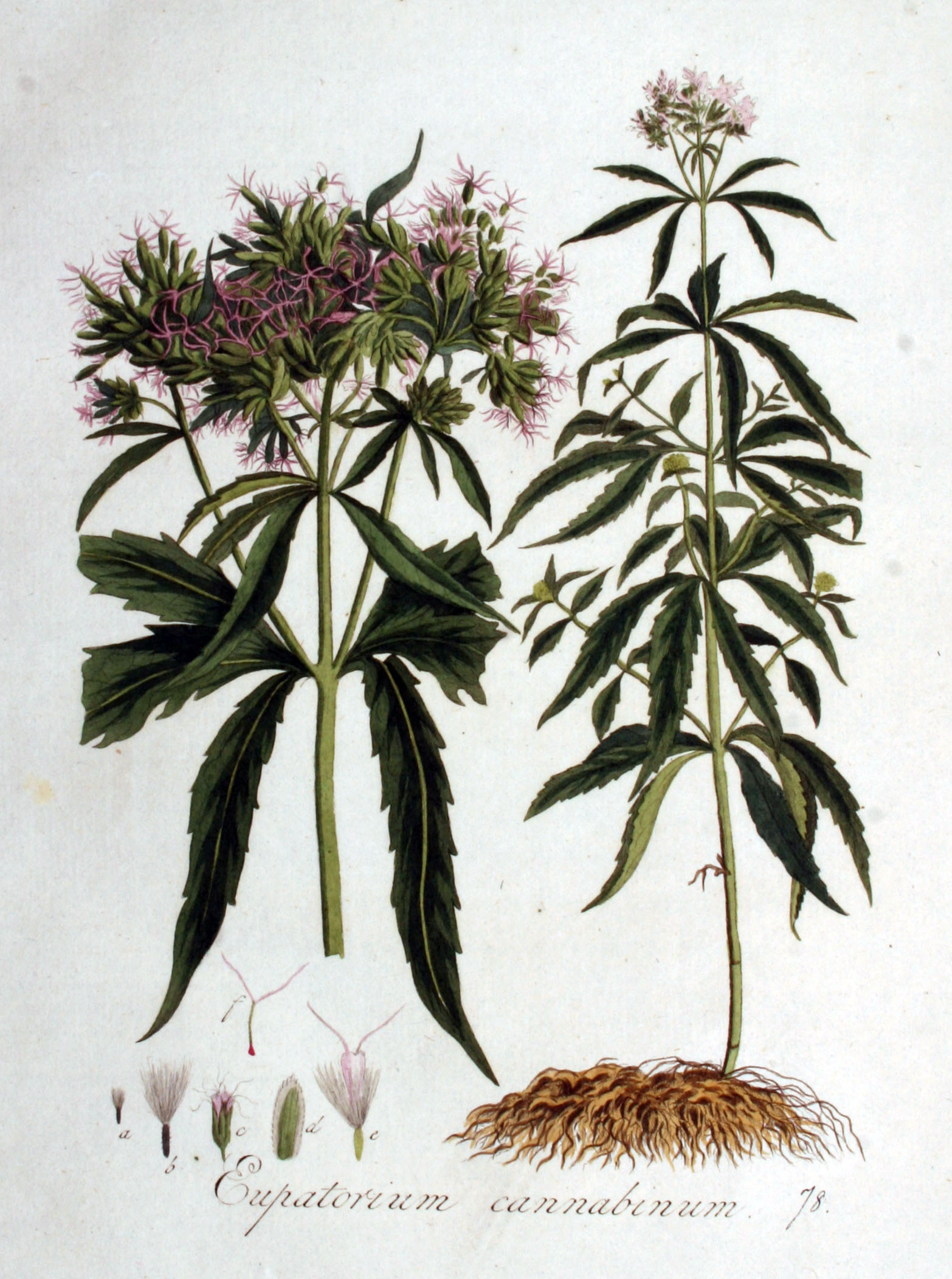
Abbildung aus Flora Batava
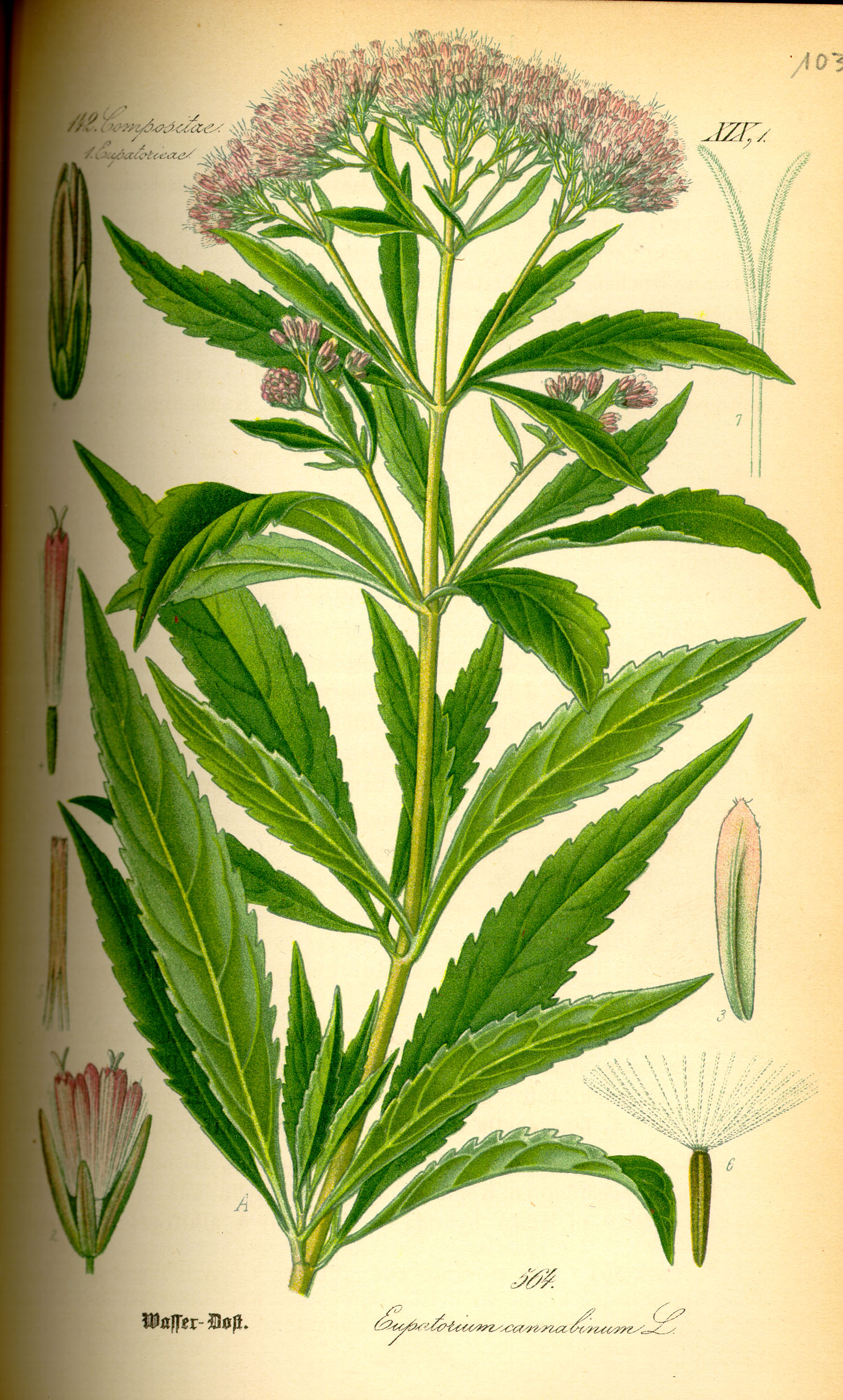
Abbildung von Otto Wilhelm Thomé